# Hugo Elstermann von Elster
Pour les articles homonymes, voir Elster.
Hugo Friedrich Wilhelm Elstermann von Elster (né le 23 mars 1859 à Aschersleben, arrondissement d'Aschersleben et mort le 19 septembre 1945) est un officier allemand et plus récemment lieutenant général de l'armée royale prussienne. Pendant la Première Guerre mondiale, il est entre autres commandant de la 76e division de réserve entre 1914 et 1918 et devient à ce titre chevalier de l'ordre Pour le Mérite le 22 septembre 1917. Le 27 août 1939, dans le cadre de la Journée de Tannenberg, il reçoit le titre de général d'infanterie.

## Biographie
Il est le fils de Carl Elstermann von Elster, décédé à Quedlinbourg. Hugo Friedrich Wilhelm Elstermann von Elster termine sa formation d'officier et est nommé sous-lieutenant le 15 avril 1878 dans le 87e régiment d'infanterie (de) à Mayence, où il est promu premier lieutenant le 17 juin 1887. Le 13 juin 1892, il est muté à la 30e brigade d'infanterie à Coblence, où il est promu capitaine quatre jours plus tard, le 17 septembre 1892. Le 27 janvier 1899, il est muté à la 19e division d'infanterie où il occupe la fonction d'adjudant du commandant, le lieutenant-général Gustav von Blumenthal. C'est à ce titre qu'il est promu major le 13 septembre 1899.
Après que le major Elstermann von Elster ait été adjudant de l'armée auprès du président du tribunal militaire impérial nouvellement fondé, le général d'infanterie Julius Heinrich von Gemmingen-Steinegg, entre 1900 et 1902, il prend le poste de commandant d'un bataillon entre le 22 mars 1902. et le 13 février 1906 au 1er régiment de grenadiers à Königsberg. Il est ensuite employé dans l'état-major du 4e régiment de grenadiers de la Garde à Berlin entre le 13 février 1906 et le 27 octobre 1908, où il est promu lieutenant-colonel le 10 avril 1906. Le 27 octobre 1908, il est transféré au 3e régiment à pied de la Garde, également stationnée à Berlin, dont il est d'abord chargé de la direction puis, après avoir été promu colonel, est commandant de ce régiment entre le 24 mars 1909 et le 2 avril 1912. Alors qu'il commande le 3e régiment à pied de la Garde, la marche « Preußens Gloria », qu'Elstermann von Elster fait jouer lors de la relève de la Garde au château de Berlin, acquit une certaine notoriété.
Le 2 avril 1912, le colonel Elstermann von Elster prend le poste de commandant de la 42e brigade d'infanterie à Francfort-sur-le-Main et occupe ce poste même après le début de la Première Guerre mondiale du 2 août au 24 décembre 1914, où il est promu général de division le 4 juin 1912. Alors que la Première Guerre mondiale se poursuit, il commande la 76e division de réserve entre le 24 décembre 1914 et son remplacement par le général de division Alfred von Quadt-Hüchtenbruck le 18 janvier 1918
À ce titre, il est promu lieutenant général le 18 juin 1915 et participe, entre autres, à la bataille hivernale de Mazurie (7 au 22 février 1915) et à la bataille de Mărășești (6 août au 3 septembre 1917) sur le théâtre de guerre roumain. Pour ses services, il est également fait chevalier de l'ordre Pour le Mérite le 22 septembre 1917. Au cours de la dernière année de la guerre, il devient le 18 janvier 1918 inspecteur d'étape de la 2e armée, dont le commandant en chef est le général de cavalerie Georg von der Marwitz. Après avoir été appelé au service le 2 mai 1918, il quitte l'armée le 2 décembre 1918 après la fin de la guerre. Le 27 août 1939, dans le cadre de la journée de Tannenberg, il reçoit le titre de général d'infanterie. Son mariage avec Margarethe von Elstermann, née von Marées, donne naissance au fils Karl Elstermann von Elster, qui est major dans la police,

## Publication
- Die 76. Reservedivision in der Winterschlacht in Masuren vom 8. bis 21. Februar 1915, Lunebourg 1924